# Mount Heer
Mount Heer ist ein rund 1700 m hoher Berg im Palmerlands auf der Antarktischen Halbinsel. Er ragt 5 km nördlich des Mount Barkow an der Südflanke des Haines-Gletschers auf.
Der United States Geological Survey kartierte ihn anhand eigener Vermessungen und Luftaufnahmen der United States Navy aus den Jahren von 1961 bis 1967. Das Advisory Committee on Antarctic Names benannte ihn 1968 nach Raymond Robert Heer Jr. (1920–1983), Leiter des Programms für Atmosphärenphysik in Antarktika bei der National Science Foundation.